# La Bataille de Naples
Pour plus de détails, voir Fiche technique et Distribution.
La Bataille de Naples (Le quattro giornate di Napoli) est un film dramatique italien, réalisé par Nanni Loy et sorti en 1962.

## Synopsis
Dans ce film Nanni Loy décrit les Quatre Journées de Naples, c'est-à-dire la révolte populaire qui éclata spontanément à Naples après l'exécution de quelques matelots italiens le 28 septembre 1943, et qui, en quatre jours, écrasa les Allemands et les chassa de la ville avant l'arrivée des Alliés. Le film est une chorale où se mélangent épisodes individuels et personnages populaires protagonistes de la révolte, depuis les garçons qui ont fui leur maison de correction pour se joindre à l'insurrection jusqu'au petit Gennarino Capuozzo qui meurt sur les barricades et tant d'autres personnages, parmi lesquels on doit rappeler Adolfo Pansini.

## Fiche technique
- Titre original : Le quattro giornate di Napoli
- Réalisation : Nanni Loy
- Production : Goffredo Lombardo
- Société de production : Titanus
- Scénario : Nanni Loy, Carlo Bernari, Pasquale Festa Campanile, Massimo Franciosa et Vasco Pratolini
- Musique : Carlo Rustichelli
- Photographie : Marcello Gatti, assisté de Giuseppe Ruzzolini (cadreur)
- Montage : Ruggero Mastroianni
- Pays de production :  Italie
- Langues : Italien, allemand
- Format : Noir et blanc - 35 mm
- Genre : Drame
- Durée : 124 minutes
- Dates de sortie : 
  - Italie 16 novembre 1962
  - France : 12 juin 1963
- Lieux de tournage : Naples et Salerne (Stadio Donato Vestuti)

## Distribution
- Luigi Avarista : l'un des émeutiers
- Raffaele Barbato : Ajello
- Charles Belmont : un marin
- Regina Bianchi : Concetta Capuozzo
- Silvana Buzzanca : Immaculée
- Luigi De Filippo : Cicillo
- Domenico Formato : Gennarino Capuozzo
- Enzo Cannavale : un partisan
- Aldo Giuffré : Pitrella
- Curt Lowens
- Pupella Maggio : mère d'Arturo
- Rosalia Maggio : une femme en détresse
- Lea Massari : Maria
- Eduardo Passarelli
- Jean Sorel : Matelot Livornese
- Franco Sportelli : professeur Rosati
- Carlo Taranto : le joueur de cartes
- Enzo Turco : Valente
- Raf Vallone
- Gian Maria Volontè : Stimolo
- Georges Wilson : le directeur de la maison de correction
- Frank Wolff : Salvatore

## Autour du film
Le film a été nommé à l'Oscar du meilleur film étranger en 1963 et en 1964 pour l'Oscar du meilleur scénario original.
Les acteurs ont accepté de tourner le film anonymement en hommage aux insurgés de Naples.
Le film est influencé par le film O sole mio, notamment en ce qui concerne les nombreuses images que Giacomo Gentilomo a tournées sur le vif et qui ont été réutilisées dans La Bataille de Naples.